# Saint-Carné
Cet article possède un paronyme, voir Carné.
Saint-Carné [sɛ̃kaʁne] est une commune du département des Côtes-d'Armor, dans la région Bretagne, en France.

## Géographie
| Trélivan | Léhon       | Lanvallay |
| Bobital  | Saint-Carné |           |
|          | Trévron     | Calorguen |

### Hydrographie
Pour un article plus général, voir Réseau hydrographique des Côtes-d'Armor.
La commune est située dans le bassin Loire-Bretagne. Elle est drainée par la Rance et le canal d'Ille et Rance,.
La Rance, d'une longueur de 104 km, prend sa source dans la commune du Mené et se jette  dans la Manche entre Dinard et Saint-Malo, après avoir traversé 28 communes. 
Le canal d'Ille-et-Rance est un canal, chenal et un cours d'eau naturel navigable, d'une longueur de 84 km. Il prend sa source dans la commune de Montreuil-sur-Ille et se jette  dans l'Ille à Saint-Grégoire, après avoir traversé 25 communes. 

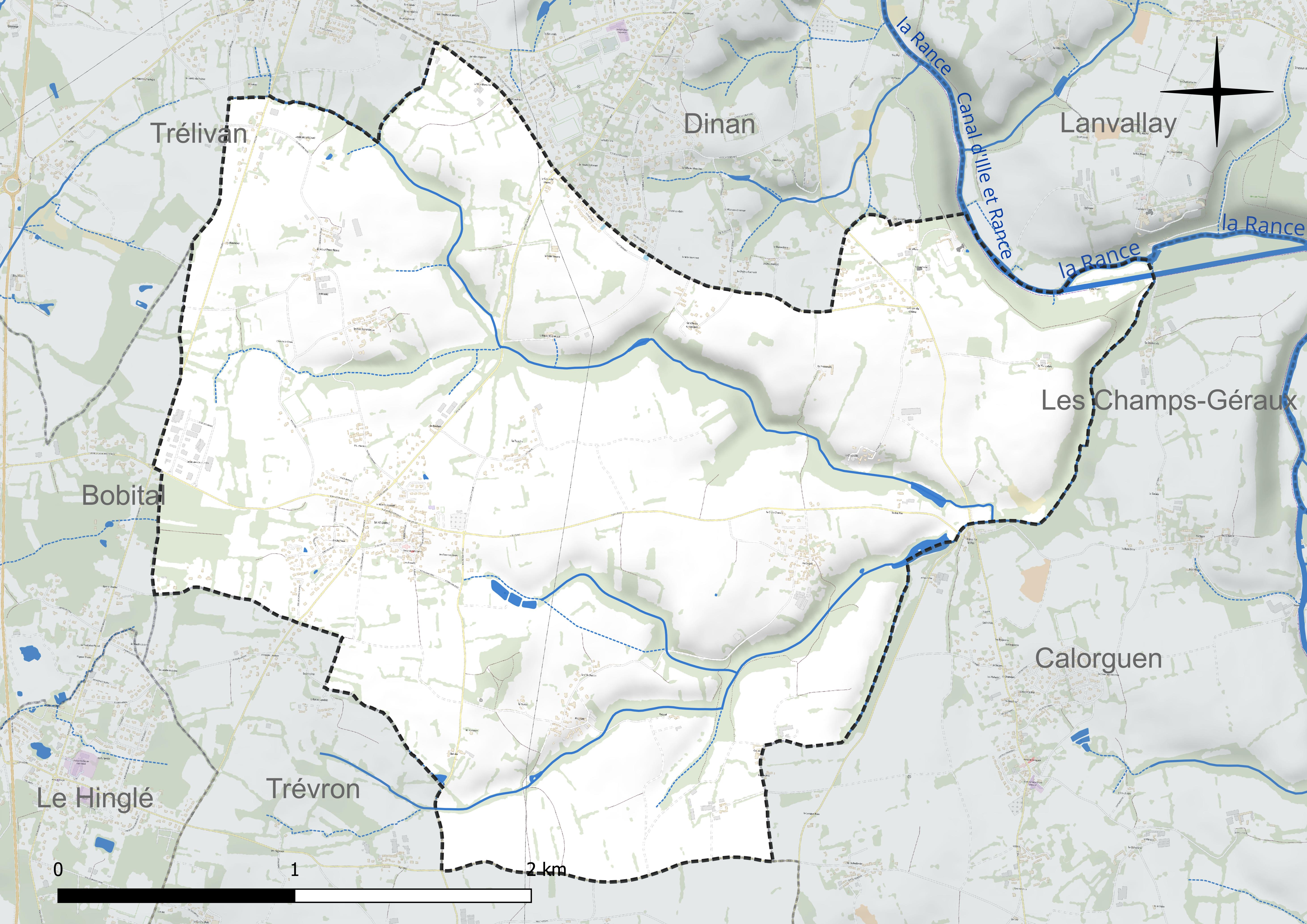
Réseau hydrographique de Saint-Carné.

### Climat
Pour des articles plus généraux, voir Climat de la Bretagne et Climat des Côtes-d'Armor.
En 2010, le climat de la commune est de type climat océanique franc, selon une étude du CNRS s'appuyant sur une série de données couvrant la période 1971-2000. En 2020, Météo-France publie une typologie des climats de la France métropolitaine dans laquelle la commune est exposée à un climat océanique et est dans la région climatique  Bretagne orientale et méridionale, Pays nantais, Vendée, caractérisée par une faible pluviométrie en été et une bonne insolation. Parallèlement l'observatoire de l'environnement en Bretagne publie en 2020 un zonage climatique de la région Bretagne, s'appuyant sur des données de Météo-France de 2009. La commune est, selon ce zonage, dans la zone « Intérieur Est », avec des hivers frais, des étés chauds et des pluies modérées).  
Pour la période 1971-2000, la température annuelle moyenne est de 11,2 °C, avec une amplitude thermique annuelle de 12,2 °C. Le cumul annuel moyen de précipitations est de 759 mm, avec 12,4 jours de précipitations en janvier et 6,9 jours en juillet. Pour la période 1991-2020, la température moyenne annuelle observée sur la station météorologique la plus proche, située sur la commune du Quiou à 8 km à vol d'oiseau, est de 11,6 °C et le cumul annuel moyen de précipitations est de 757,4 mm,. Pour l'avenir, les paramètres climatiques de la commune estimés pour 2050 selon différents scénarios d'émission de gaz à effet de serre sont consultables sur un site dédié publié par Météo-France en novembre 2022.

## Urbanisme

### Typologie
Au 1er janvier 2024, Saint-Carné est catégorisée commune rurale à habitat dispersé, selon la nouvelle grille communale de densité à 7 niveaux définie par l'Insee en 2022.
Elle appartient à l'unité urbaine de Dinan, une agglomération intra-départementale dont elle est une commune de la banlieue,. Par ailleurs la commune fait partie de l'aire d'attraction de Dinan, dont elle est une commune de la couronne,. Cette aire, qui regroupe 25 communes, est catégorisée dans les aires de moins de 50 000 habitants,.

### Occupation des sols
L'occupation des sols de la commune, telle qu'elle ressort de la base de données européenne d’occupation biophysique des sols Corine Land Cover (CLC), est marquée par l'importance des territoires agricoles (80,6 % en 2018), une proportion sensiblement équivalente à celle de 1990 (80,7 %). La répartition détaillée en 2018 est la suivante : 
terres arables (51,4 %), zones agricoles hétérogènes (19,9 %), forêts (13,3 %), prairies (9,4 %), zones urbanisées (6 %). L'évolution de l’occupation des sols de la commune et de ses infrastructures peut être observée sur les différentes représentations cartographiques du territoire : la carte de Cassini (XVIIIe siècle), la carte d'état-major (1820-1866) et les cartes ou photos aériennes de l'IGN pour la période actuelle (1950 à aujourd'hui).

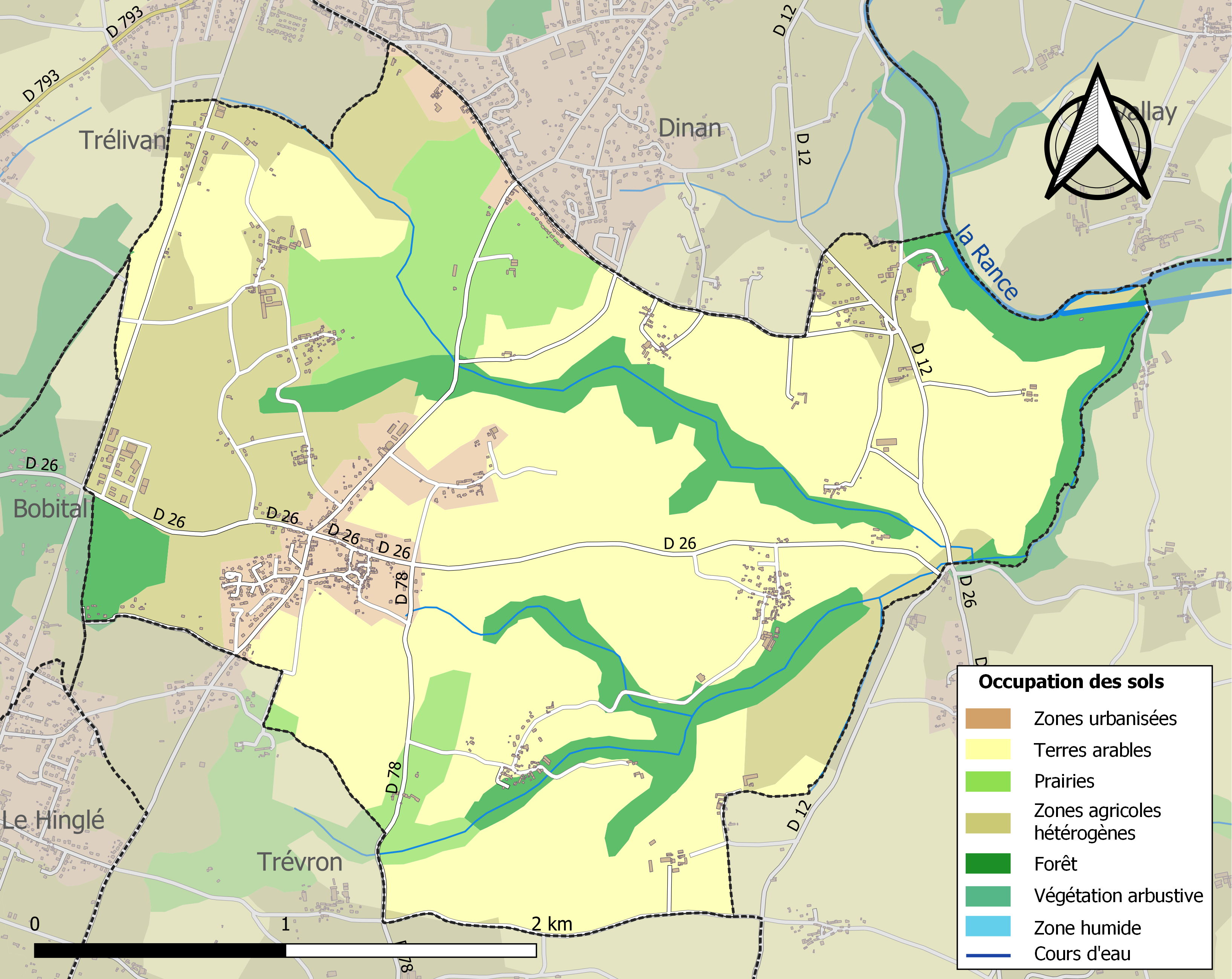
Carte des infrastructures et de l'occupation des sols de la commune en 2018 (CLC).

## Toponymie
Le nom de la localité est attesté sous les formes Seint Karnay en 1291, Sanctus Karnetus vers 1330 et à la fin du XIVe siècle, Saint Carne en 1513.
Saint-Carné vient, semble-t-il, du breton Ker Nay (« village de La Haye »).

## Histoire
La paroisse de Saint-Carné, enclavée dans l'évêché de Saint-Malo faisait partie du doyenné de Bobital relevant de l'évêché de Dol et était sous le vocable de saint Pierre.

### LeXXesiècle

#### Les guerres duXXesiècle
Le monument aux morts porte les noms des 45 soldats morts pour la Patrie :
- 39 sont morts durant la Première Guerre mondiale ;
- 6 sont morts durant la Seconde Guerre mondiale.

Né à Saint-Jacut-de-la-Mer, Louis Hesry est venu s'installer à Saint-Carné où il exerçait le métier d'électricien. Son épouse était institutrice en poste à Saint-Carné. Il a participé à plusieurs parachutages et sabotages de lignes de communication. En avril 1944, au sein d'un groupe d'une vingtaine de Résistants de la région de Dinan auquel il appartenait, l'objectif majeur consistait à faire libérer deux membres importants de la direction FTP d'Ille-et-Vilaine. L'opération, pourtant très risquée, fut couronnée de succès dans la nuit du 11 au 12 avril 1944. Le 5 mai 1944, il se rendit au Café Roussel du Hinglé en compagnie d'un de ses camarades, Charles Maillard. Dans la soirée, les gendarmes de Dinan investirent les lieux et les désarmèrent. Ils furent conduits à la prison de Dinan où ils subirent d'atroces tortures. Une fois de plus, c'est sur dénonciation que cette arrestation eut lieu. Jugé et condamné à la peine de mort le 30 mai, il fut fusillé le lendemain 31 mai, avec 9 autres de ses camarades, dont Charles Maillard, au camp de la Maltière à Saint-Jacques-de-la-Lande. Il avait 20 ans.
Installé à Dinan pour exercer son métier de cordonnier, un autre citoyen né à Saint-Carné, Henri Laplanche, s'est rapproché du groupe de la Résistance locale. Sa proximité avec les ouvriers carriers du bassin du Hinglé détermina probablement son engagement. C'est ainsi qu'il se retrouva au sein du groupe FTP en charge de mener des actions clandestines dans la région de Dinan. Il participa notamment à l'exfiltration des deux  chefs de la Résistance en Ille-et-Vilaine incarcérés à Dinan. Trois jours après l'arrestation de Louis Hesry, Henri Laplanche fut à son tour neutralisé par des gendarmes au Hinglé et incarcéré à la prison de Rennes. Jugé et condamné le 30 mai à la peine de mort, il fut fusillé à 6h35 le lendemain au camp de la Maltière, en même temps que ses 9 autres camarades du réseau. Il avait 26 ans.

## Héraldique
| Blason de Saint-Carné | Blason  | D'azur semé de billettes d'argent à la bande brochante du même chargée de quatre mouchetures d'hermine de sable. Armes de la Famille Ferron du Chesne |
| Blason de Saint-Carné | Détails | Le statut officiel du blason reste à déterminer. |

## Politique et administration
| Période                                  | Période                | Identité        | Étiquette   | Qualité                                                          |
| ---------------------------------------- | ---------------------- | --------------- | ----------- | ---------------------------------------------------------------- |
| Les données manquantes sont à compléter. |                        |                 |             |                                                                  |
| 1791                                     | 1822                   | Jean Boschel    |             |                                                                  |
| Les données manquantes sont à compléter. |                        |                 |             |                                                                  |
| ca. 1920                                 |                        | C. Robert       | Républicain |                                                                  |
| 1923                                     | 1928                   | Adolphe Ouice   |             |                                                                  |
| 1928                                     | 1932 (révocation)      | Robert Robert   |             |                                                                  |
| mai 1932                                 | mai 1935               | Jean Leroy      |             |                                                                  |
| mai 1935                                 | mai 1945               | François Ouice  |             |                                                                  |
| mai 1945                                 | octobre 1947           | Henri Roger     |             |                                                                  |
| octobre 1947                             | mars 1965              | Jean Leroy      |             |                                                                  |
| mars 1965                                | mars 1983              | Jean Beaumanoir |             |                                                                  |
| mars 1983                                | septembre 1998 (décès) | Norbert Guitton |             | Artisan menuisier retraité                                       |
| novembre 1998                            | mars 2014              | Nicole Barbier  | DVG         | Secrétaire comptable, ancienne première adjointe Maire honoraire |
| mars 2014                                | En cours               | Ronan Trellu    | SE          | Fonctionnaire                                                    |

## Démographie
L'évolution du nombre d'habitants est connue à travers les recensements de la population effectués dans la commune depuis 1793. Pour les communes de moins de 10 000 habitants, une enquête de recensement portant sur toute la population est réalisée tous les cinq ans, les populations de référence des années intermédiaires étant quant à elles estimées par interpolation ou extrapolation. Pour la commune, le premier recensement exhaustif entrant dans le cadre du nouveau dispositif a été réalisé en 2005.

En 2022, la commune comptait 1 140 habitants, en évolution de +14,46 % par rapport à 2016 (Côtes-d'Armor : +1,78 %, France hors Mayotte : +2,11 %).
| 1793 | 1800 | 1806 | 1821 | 1831 | 1836 | 1841 | 1846 | 1851 |
| ---- | ---- | ---- | ---- | ---- | ---- | ---- | ---- | ---- |
| 674  | 609  | 710  | 677  | 771  | 860  | 805  | 808  | 804  |

| 1856 | 1861 | 1866 | 1872 | 1876 | 1881 | 1886 | 1891 | 1896 |
| ---- | ---- | ---- | ---- | ---- | ---- | ---- | ---- | ---- |
| 809  | 775  | 815  | 787  | 774  | 750  | 744  | 746  | 776  |

| 1901 | 1906 | 1911 | 1921 | 1926 | 1931 | 1936 | 1946 | 1954 |
| ---- | ---- | ---- | ---- | ---- | ---- | ---- | ---- | ---- |
| 822  | 772  | 748  | 640  | 635  | 662  | 600  | 623  | 616  |

| 1962 | 1968 | 1975 | 1982 | 1990 | 1999 | 2005 | 2006 | 2010 |
| ---- | ---- | ---- | ---- | ---- | ---- | ---- | ---- | ---- |
| 652  | 655  | 682  | 747  | 787  | 811  | 900  | 908  | 891  |

| 2015  | 2020  | 2022  | - | - | - | - | - | - |
| ----- | ----- | ----- | - | - | - | - | - | - |
| 1 000 | 1 077 | 1 140 | - | - | - | - | - | - |

## Lieux et monuments

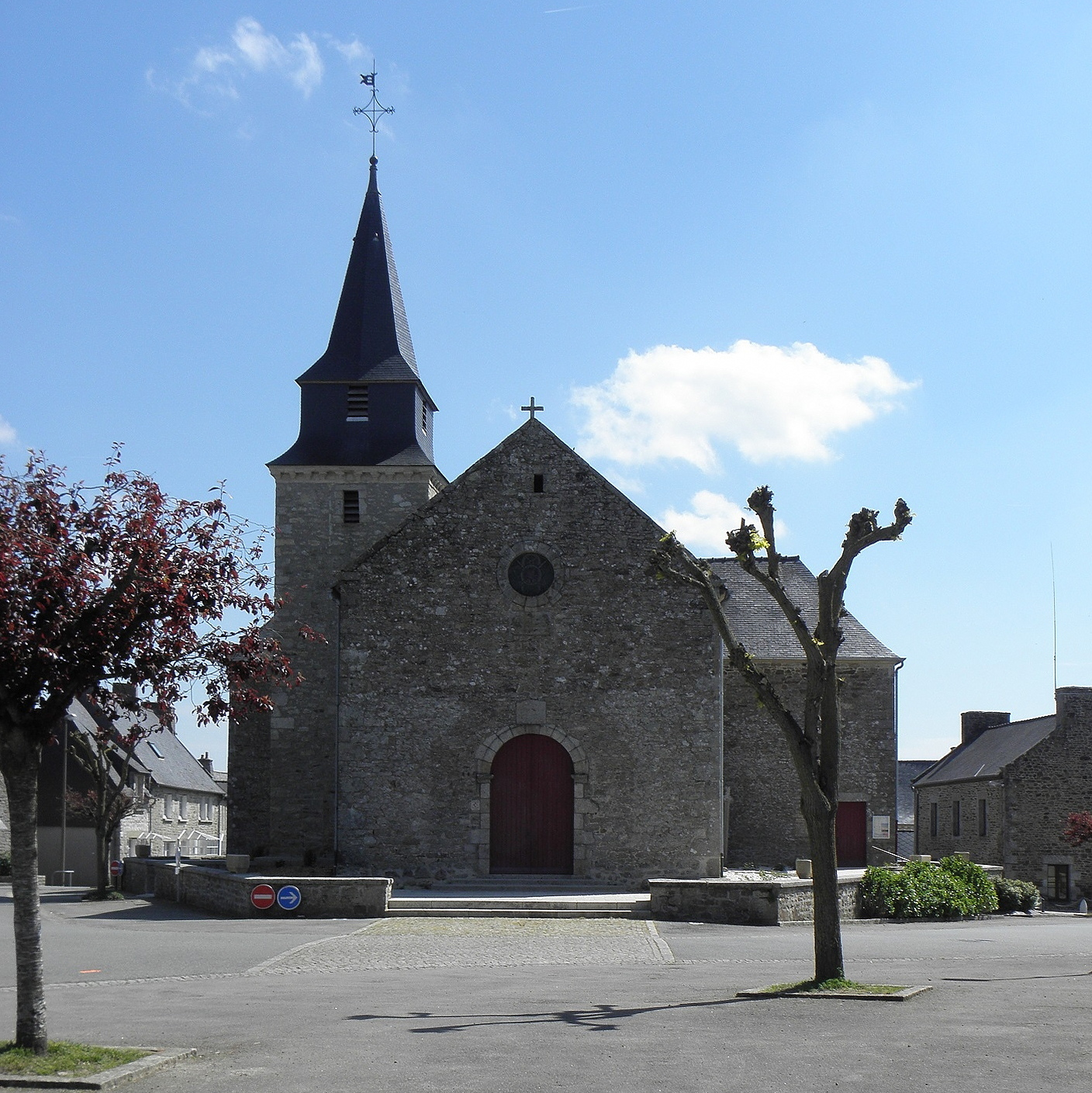
L'église Saint-Pierre.

- L'église paroissiale Saint-Pierre qui fait l'objet d'un projet de restauration par la Fondation du Patrimoine[25]. La tour a été érigée en 1666 et le corps de l'édifice en 1845.